# Sara Martín
Sara Martín Martín (Aranda de Duero, 22 maart 1999) is een Spaans wielrenster.

## Carrière
Martín werd in 2016 en 2017 Spaans kampioene op de weg bij de junioren. In 2017 won ze ook de tijdrit tijdens het Spaans kampioenschap voor junioren. In 2018 ging ze rijden voor de wielerploeg Sopela Women's Team, voor deze ploeg werd ze tweede op het Spaans kampioenschap tijdrijden in 2020. In 2021 maakte ze de overstap naar Movistar Team.
In 2025 werd Martín nationaal kampioen door Mavi García te verslaan in een sprint-à-deux in de straten van Granada.

## Palmares
2016
 Spaans kampioene op de weg, junioren
2017
 Spaans kampioene op de weg, junioren
 Spaans kampioene tijdrijden, junioren
2019
 Spaans kampioenschap tijdrijden, beloften
2020
 Spaans kampioenschap tijdrijden, elite
2021
 Spaans kampioenschap tijdrijden, elite
 Spaans kampioenschap op de weg, elite
2023
4e etappe Ruta del Sol
2025
 Spaans kampioene op de weg, elite

### Resultaten in voornaamste wedstrijden
| Jaar | Ronde van Italië | Ronde van Frankrijk | Ronde van Spanje |
| ---- | ---------------- | ------------------- | ---------------- |
| 2018 |                  |                     | 64e              |
| 2019 |                  |                     | 48e              |
| 2020 |                  |                     | 47e              |
| 2021 | 71e              |                     | 31e              |
| 2022 |                  |                     | 33e              |
| 2023 | 83e              |                     |                  |
| 2024 | 54e              | 46e                 | opgave           |
| 2025 | 65e              | 120e                | 77e              |

| Jaar | Milaan-San Remo | Amstel Gold Race | Luik-Bast.‑Luik | Waalse Pijl | Brabantse Pijl | Clásica San Sebastián |  | WK op de weg |
| ---- | --------------- | ---------------- | --------------- | ----------- | -------------- | --------------------- |  | ------------ |
| 2018 |                 |                  |                 |             |                |                       |  |              |
| 2019 |                 |                  |                 |             | opgave         | 67e                   |  |              |
| 2020 |                 |                  |                 |             |                |                       |  | 79e          |
| 2021 |                 | 32e              | 47e             | 62e         |                | 29e                   |  | 69e          |
| 2022 |                 |                  | 27e             | 72e         | opgave         |                       |  | opgave       |
| 2023 |                 |                  |                 |             | 70e            |                       |  | opgave       |
| 2024 |                 |                  | 100e            | 65e         | 61e            |                       |  | 53e          |
| 2025 | 89e             | 105e             |                 |             |                |                       |  |              |

## Ploegen
- 2018 –  Sopela Women's Team
- 2019 –  Sopela Women's Team
- 2020 –  Sopela Women's Team
- 2021 –  Movistar Team
- 2022 –  Movistar Team
- 2023 –  Movistar Team
- 2024 –  Movistar Team
- 2025 –  Movistar Team

Aalerud · Biannic · Erić · González · Guarischi · Gutiérrez · Martín · Norsgaard · Oyarbide · Rodríguez · Teruel · Thomas · Van Vleuten
Aalerud · Biannic · Erić · Gigante · González · Guarischi · Gutiérrez · Martín · Norsgaard · Oyarbide · Patiño · Rodríguez · Sierra · Van Vleuten
Aalerud · Biannic · Bjerg · Erić · Gigante · González · Gutiérrez · Lippert · Mackaij · Martín · Meijering (vanaf 1/5) · Oyarbide · Patiño · Rodríguez · Sierra · Van Vleuten
Baril · Biannic · Bjerg · Erić · Ferguson (stage vanaf 1/8) · Gutiérrez · Lippert · Mackaij · Martín · Meijering · Patiño · Laura Ruiz Pérez · Lucía Ruiz Pérez · Sierra · Steels
Baril · Biannic · Erić · Ferguson · Gutiérrez · Lippert · Lloyd · Mackaij · Magalhães · Martín · Meijering · Ostiz (stage vanaf 1/8) · Patiño · Laura Ruiz Pérez · Lucía Ruiz Pérez · Reusser · Sierra · Steels